# BNY Mellon Center
Le BNY Mellon Center anciennement One Mellon Center est un gratte-ciel de 221 mètres de hauteur construit à Pittsburgh en Pennsylvanie aux États-Unis en 1984.
L'architecte est l'agence de Welton Becket.
Ce fut l'un des plus hauts immeuble construit dans le monde en 1984. C'est depuis sa construction le deuxième plus haut gratte-ciel de Pittsburgh .